# NGC 7196
NGC 7196 é uma galáxia elíptica (E) localizada na direcção da constelação de Indus. Possui uma declinação de -50° 07' 09" e uma ascensão recta de 22 horas, 05 minutos e 54,8 segundos.
A galáxia NGC 7196 foi descoberta em 2 de Outubro de 1834 por John Herschel.